# Pentathlon moderno ai Giochi olimpici
Il pentathlon moderno è una combinazione di sport creati appositamente per i Giochi olimpici estivi dal fondatore dei Giochi olimpici moderni il barone Pierre de Coubertin, ispirato dal pentathlon dei Giochi olimpici antichi in cui si competeva su discipline di cui doveva essere dotato il soldato ideale. Su quest'esempio, il moderno pentathlon si ispira alla cavalleria del XIX secolo di fronte alla linea nemica, quindi: in grado di cavalcare un destriero sconosciuto; in grado di combattere e con la pistola e con la spada, oltre a saper sia nuotare che correre.
A tal proposito il pentatleta gareggia nelle seguenti discipline:
- Tiro a segno
- Spada
- 200 metri di nuoto stile libero
- Salto ostacoli equestre
- 3 km di corsa campestre

## Medagliere
Aggiornati ai Parigi 2024. In corsivo le nazioni (o le squadre) non più esistenti.
| Pos | Nazione           | Oro | Argento | Bronzo | Totale |
| --- | ----------------- | --- | ------- | ------ | ------ |
| 1   | Ungheria          | 10  | 8       | 6      | 24     |
| 2   | Svezia            | 9   | 7       | 5      | 21     |
| 3   | Unione Sovietica  | 5   | 5       | 5      | 15     |
| 4   | Gran Bretagna     | 4   | 2       | 3      | 9      |
| 5   | Russia            | 4   | 1       | 0      | 5      |
| 6   | Polonia           | 3   | 0       | 1      | 4      |
| 7   | Italia            | 2   | 2       | 4      | 8      |
| 8   | Germania          | 2   | 0       | 1      | 3      |
| 9   | Lituania          | 1   | 3       | 1      | 5      |
| 10  | Egitto            | 1   | 1       | 0      | 2      |
| 11  | Rep. Ceca         | 1   | 0       | 1      | 2      |
| 12  | Australia         | 1   | 0       | 0      | 1      |
| 12  | Kazakistan        | 1   | 0       | 0      | 1      |
| 14  | Stati Uniti       | 0   | 6       | 3      | 9      |
| 15  | Francia           | 0   | 2       | 2      | 4      |
| 16  | Finlandia         | 0   | 1       | 4      | 5      |
| 17  | Cecoslovacchia    | 0   | 1       | 1      | 2      |
| 17  | Squadra Unificata | 0   | 1       | 1      | 2      |
| 19  | Cina              | 0   | 1       | 0      | 1      |
| 19  | Giappone          | 0   | 1       | 0      | 1      |
| 19  | Lettonia          | 0   | 1       | 0      | 1      |
| 19  | Ucraina           | 0   | 1       | 1      | 2      |
| 23  | Bielorussia       | 0   | 0       | 2      | 2      |
| 23  | Corea del Sud     | 0   | 0       | 2      | 2      |
| 25  | Brasile           | 0   | 0       | 1      | 1      |
| 25  | Messico           | 0   | 0       | 1      | 1      |

## Albo d'oro

### Individuale maschile
| Edizione                                                   | Oro                                                        | Argento                                 | Bronzo                                  |
| ---------------------------------------------------------- | ---------------------------------------------------------- | --------------------------------------- | --------------------------------------- |
| Stoccolma 1912                                             | Gösta Lilliehöök                                           | Gösta Åsbrink                           | Georg de Laval                          |
| Anversa 1920                                               | Gustaf Dyrssen                                             | Erik de Laval                           | Gösta Runö                              |
| Parigi 1924                                                | Bo Lindman                                                 | Gustaf Dyrssen                          | Bertil Uggla                            |
| Amsterdam 1928                                             | Sven Thofelt                                               | Bo Lindman                              | Helmut Kahl                             |
| Los Angeles 1932                                           | Johan Oxenstierna                                          | Bo Lindman                              | Richard Mayo                            |
| Berlino 1936                                               | Gotthard Handrick                                          | Charles Leonard                         | Silvano Abbà                            |
| Londra 1948                                                | William Grut                                               | George Moore                            | Gösta Gärdin                            |
| Helsinki 1952                                              | Lars Hall                                                  | Gábor Benedek                           | István Szondy                           |
| Melbourne 1956                                             | Lars Hall                                                  | Olavi Mannonen                          | Väinö Korhonen                          |
| Roma 1960                                                  | Ferenc Németh                                              | Imre Nagy                               | Robert Beck                             |
| Tokyo 1964                                                 | Ferenc Török                                               | Igor' Novikov                           | Al'bert Mokeev                          |
| Città del Messico 1968                                     | Björn Ferm                                                 | András Balczó                           | Pavel Lednëv                            |
| Monaco 1972                                                | András Balczó                                              | Borys Onyščenko                         | Pavel Lednëv                            |
| Montréal 1976                                              | Janusz Pyciak-Peciak                                       | Pavel Lednëv                            | Jan Bártů                               |
| Mosca 1980                                                 | Anatolij Starostin                                         | Tamás Szombathelyi                      | Pavel Lednëv                            |
| Los Angeles 1984                                           | Daniele Masala                                             | Svante Rasmuson                         | Carlo Massullo                          |
| Seul 1988                                                  | János Martinek                                             | Carlo Massullo                          | Vakht'ang Iagorashvili                  |
| Barcellona 1992                                            | Arkadiusz Skrzypaszek                                      | Attila Mizsér                           | Ėduard Zenovka                          |
| Atlanta 1996                                               | Aleksandr Parygin                                          | Ėduard Zenovka                          | János Martinek                          |
| Sydney 2000                                                | Dmitrij Svatkovskij                                        | Gábor Balogh                            | Pavel Doŭhal'                           |
| Atene 2004                                                 | Andrej Moiseev                                             | Andrejus Zadneprovskis                  | Libor Capalini                          |
| Pechino 2008                                               | Andrej Moiseev                                             | Edvinas Krungolcas                      | Andrejus Zadneprovskis                  |
| Londra 2012                                                | David Svoboda                                              | Cao Zhongrong                           | Ádám Marosi                             |
| Rio de Janeiro 2016                                        | Aleksandr Lesun                                            | Pavlo Tymoščenko                        | Ismael Hernández                        |
| Tokyo 2020                                                 | Joseph Choong                                              | Ahmed El-Gendy                          | Jun Woong-tae                           |
| Parigi 2024                                                | Ahmed El-Gendy                                             | Taishu Sato                             | Giorgio Malan                           |
| Atleta meglio premiato: Lars Hall e Andrej Moiseev (2/0/0) | Atleta meglio premiato: Lars Hall e Andrej Moiseev (2/0/0) | Nazione meglio premiata: Svezia (9/6/4) | Nazione meglio premiata: Svezia (9/6/4) |

### Individuale femminile
| Edizione                                           | Oro                                                | Argento                                      | Bronzo                                       |
| -------------------------------------------------- | -------------------------------------------------- | -------------------------------------------- | -------------------------------------------- |
| Sydney 2000                                        | Stephanie Cook                                     | Emily de Riel                                | Kate Allenby                                 |
| Atene 2004                                         | Zsuzsanna Vörös                                    | Jeļena Rubļevska                             | Georgina Harland                             |
| Pechino 2008                                       | Lena Schöneborn                                    | Heather Fell                                 | Viktorija Tereščuk                           |
| Londra 2012                                        | Laura Asadauskaitė                                 | Samantha Murray                              | Yane Marques                                 |
| Rio de Janeiro 2016                                | Chloe Esposito                                     | Élodie Clouvel                               | Oktawia Nowacka                              |
| Tokyo 2020                                         | Kate French                                        | Laura Asadauskaitė                           | Sarolta Kovács                               |
| Parigi 2024                                        | Michelle Gulyás                                    | Élodie Clouvel                               | Seong Seung-min                              |
| Atleta meglio premiato: Laura Asadauskaitė (1/1/0) | Atleta meglio premiato: Laura Asadauskaitė (1/1/0) | Nazione meglio premiata: Regno Unito (2/2/2) | Nazione meglio premiata: Regno Unito (2/2/2) |

### Evento non più in programma

#### A squadre maschile
| Edizione                                  | Oro              | Argento           | Bronzo        |
| ----------------------------------------- | ---------------- | ----------------- | ------------- |
| Helsinki 1952                             | Ungheria         | Svezia            | Finlandia     |
| Melbourne 1956                            | Unione Sovietica | Stati Uniti       | Finlandia     |
| Roma 1960                                 | Ungheria         | Unione Sovietica  | Stati Uniti   |
| Tokyo 1964                                | Unione Sovietica | Stati Uniti       | Ungheria      |
| Città del Messico 1968                    | Ungheria         | Unione Sovietica  | Francia       |
| Monaco 1972                               | Unione Sovietica | Ungheria          | Finlandia     |
| Montréal 1976                             | Gran Bretagna    | Cecoslovacchia    | Ungheria      |
| Mosca 1980                                | Unione Sovietica | Ungheria          | Svezia        |
| Los Angeles 1984                          | Italia           | Stati Uniti       | Francia       |
| Seul 1988                                 | Ungheria         | Italia            | Gran Bretagna |
| Barcellona 1992                           | Polonia          | Squadra Unificata | Italia        |
| Nazione meglio premiata: Ungheria (4/2/2) |                  |                   |               |